# Distretto di Šielí
Il distretto di Šielí (in kazako: Шиелі ауданы) è un distretto (audan) del Kazakistan con  capoluogo Šielí.